# Roland Jupiter-8
Jupiter-8 — восьмиголосный полифонический аналоговый субтрактивный синтезатор, представленный компанией Roland в начале 1981 года. Было выпущено около 3300 синтезаторов.
Jupiter-8 был флагманом компании Roland в первой половине 1980-х годов. Несмотря на то, что в нём отсутствовал MIDI-интерфейс, более поздние серийные версии Jupiter-8 включали фирменный интерфейс Roland DCB. Инструмент обладал множеством продвинутых функций для своего времени, включая возможность разделения клавиатуры на две зоны с отдельными участками, активными для каждой зоны. Через два года после выпуска Jupiter-8 компания Roland выпустила бюджетную версию синтезатора — Jupiter-6. Данная модель имела встроенный MIDI-интерфейс, но в остальном несколько урезанный набор функций. В 2011 году, спустя три десятилетия после выпуска оригинальной серии Jupiter, компания Roland выпустила полностью цифровые синтезаторы Jupiter-80 и Jupiter-50 в качестве преемников оригиналов 1980-х годов. В свою очередь, им на смену пришли Jupiter-X и Jupiter-Xm в 2019 году. Плагин Jupiter-8 был включен в комплект поставки синтезатора Roland System-8 в 2017 году.

## Особенности
Jupiter-8 — 8-голосный полифонический аналоговый синтезатор. Каждый голос оснащен двумя дискретными VCO с перекрестной модуляцией и синхронизацией, широтно-импульсной модуляцией, нерезонансным фильтром верхних частот, резонансным фильтром нижних частот с 2-полюсными (12 дБ/октава) и 4-полюсными (24 дБ/октава) настройками, LFO с переменной формой сигнала и маршрута, два генератора огибающей (один обратимый).
Функции включают регулируемое полифоническое портаменто и функцию удержания для бесконечного удерживания нот и арпеджио. Универсальный арпеджиатор можно синхронизировать с внешним оборудованием с помощью фирменного интерфейса Roland DCB, тактового ввода через разъемы CV на задней панели. Назначаемый бендер можно использовать для управления высотой тона или частотой фильтрации.
Jupiter-8 включает в себя сбалансированные стереовыходы XLR, а также несбалансированные 1/4 выходы. В дополнение к монофоническому и полифоническому режимам, Jupiter-8 включает в себя уникальный полифонический унисонный режим, в котором все 16 осцилляторов могут быть объединены в одну ноту, но делятся вниз, если нажато больше клавиш. Ни один другой полифонический синтезатор в то время не обладал такой функцией.
Процессор Zilog Z80 использовался для управления хранилищем патчей, сканирования клавиатуры и элементов управления на передней панели на наличие изменений, отображения текущего номера патча и другой информации на дисплее, а также для обеспечения функции автонастройки.

## Модификации
Через 2 года после выпуска Jupiter-8 была выпущена его бюджетная версия — Jupiter-6. Синтезатор имел схожую голосовую архитектуру и внешний вид. Он хранил меньше патчей и имел шесть голосов. Jupiter-6 построен с использованием микросхемы CEM3340 для своих генераторов и CEM3360 для своих усилителей с регулируемым напряжением. Эти изменения привели к изменению звукового характера, а это означает, что Jupiter-6 — это не просто менее дорогая версия Jupiter-8, а инструмент со своим собственным отчетливым звуком. Кроме того, Jupiter-6 оснащен настоящим многомодовым резонансным фильтром, встроенным MIDI, функцией Unison Detune и возможностью активировать несколько сигналов на одном генераторе.
В 1984 году был выпущен Roland MKS-80 Super Jupiter — звуковой модуль с MIDI-контроллером, монтируемый в стойку, с архитектурой, аналогичной голосовой архитектуре Jupiter-8. Однако его первые версии (версии 3 и 4), использовали аппаратное обеспечение, аналогичное его предшественнику, Jupiter-6 (который имел комбинацию чипов Curtis VCO и VCA в сочетании с собственными фирменными фильтрами Roland). В 1985 году компания Roland выпустила ещё одну версию MKS-80, известную как Rev 5, в которой использовались различные схемы VCO, VCA и фильтров. В результате MKS-80 Rev 5 может звучать немного иначе, чем его предшественники. Фильтр Rev 5 также использовался в синтезаторах JX-8P, JX-10 и MKS-70.

## Роль в музыке
Среди тех, кто использовал Jupiter-8 для создания синглов, можно назвать таких исполнителей, как Майкл Джексон, Ховард Джонс, Марвин Гэй (альбом «Midnight Love»). Звучание данного синтезатора можно услышать в песне Харольда Фальтермайера «Axel F» для фильма «Полицейский из Беверли Хилз». Также Джорджо Мородер использовал Jupiter 8 при записи музыки для фильма «Лицо со шрамом».